# Landleben
Landleben (Originaltitel: Villages) ist ein Roman von John Updike aus dem Jahr 2004. Die deutsche Übersetzung erschien 2006.

## Inhalt
Owen Mackenzie (69 Jahre) lebt mit seiner Frau Julia (65) in Haskells Crossing. Sie sind seit 25 Jahren verheiratet. Im Rückblick erzählt er sein Leben.
Er hat eine behütete Kindheit in Willow, Pennsylvania. Der Vater Floyd Mackenzie verliert seinen Job als Buchhalter in Alton. Sie ziehen um in ein Haus auf dem Land weit ab von einem Dorf, wo er erste erotische Kontakte mit Elsie hat. Er erhält ein Stipendium im weit entfernten Massachusetts, wo er am MIT studiert, um Ingenieur zu werden. Dort lernt er Phyllis kennen, eine Kommilitonin. Er heiratet sie. Während er als Soldat in Korea und Deutschland stationiert ist, bringt Phyllis vier Kinder zur Welt. Sie lassen sich in New York nieder, wo Owen Mackenzie als Informatiker bei IBM arbeitet.  Sie ziehen nach Middle Falls, wo Owen und sein Freund Ed sich mit einer Software-Firma zusammen selbständig machen. Phyllis bekommt ein viertes Kind, und obwohl er eine gute Ehe führt, nimmt er das Angebot der ebenfalls verheirateten Faye an und begeht Ehebruch. Zu einer Krise, aber nicht zur Trennung kommt es, als Faye alles ihrem Mann gesteht und auch Phyllis davon erfährt. 
Ed heiratet, und seine Frau Stacey macht Owen das Angebot, Sex mit ihr zu haben, aber Owen wehrt sich, weil er keine beruflichen Schwierigkeiten mit seinem Partner Ed haben will. Die ebenfalls verheiratete Alissa Morrissey ist die nächste, mit der er Sex hat. Die Beziehung endet, als Alissa ein Kind bekommt. 
Er hat nun eine Sex-Affäre nach der anderen, bei Konferenzen, Partybekanntschaften, im Betrieb, fast alle mit verheirateten Frauen, bis ihm Julia, die Frau des Pfarrers der Episcopalian Church von Middle Falls, vorgestellt wird. Julia lässt sich scheiden. Und bevor Owens Scheidung gerichtlich vollzogen wird, kommt Phyllis bei einem Autounfall ums Leben. Julia und Owen heiraten und ziehen mit ihren zusammen sechs Kindern nach Haskells Crossing, wo Owen ein Leben in bürgerlicher Ruhe führt. Die Firma wird an Apple verkauft, und von dem Erlös lebt er von nun an.
Das Ganze ist eingebettet in die gesellschaftlichen und politischen Zeitumstände seit dem Ende des Zweiten Weltkriegs und den Fortschritt der Computertechnik.